# Ascari Cars

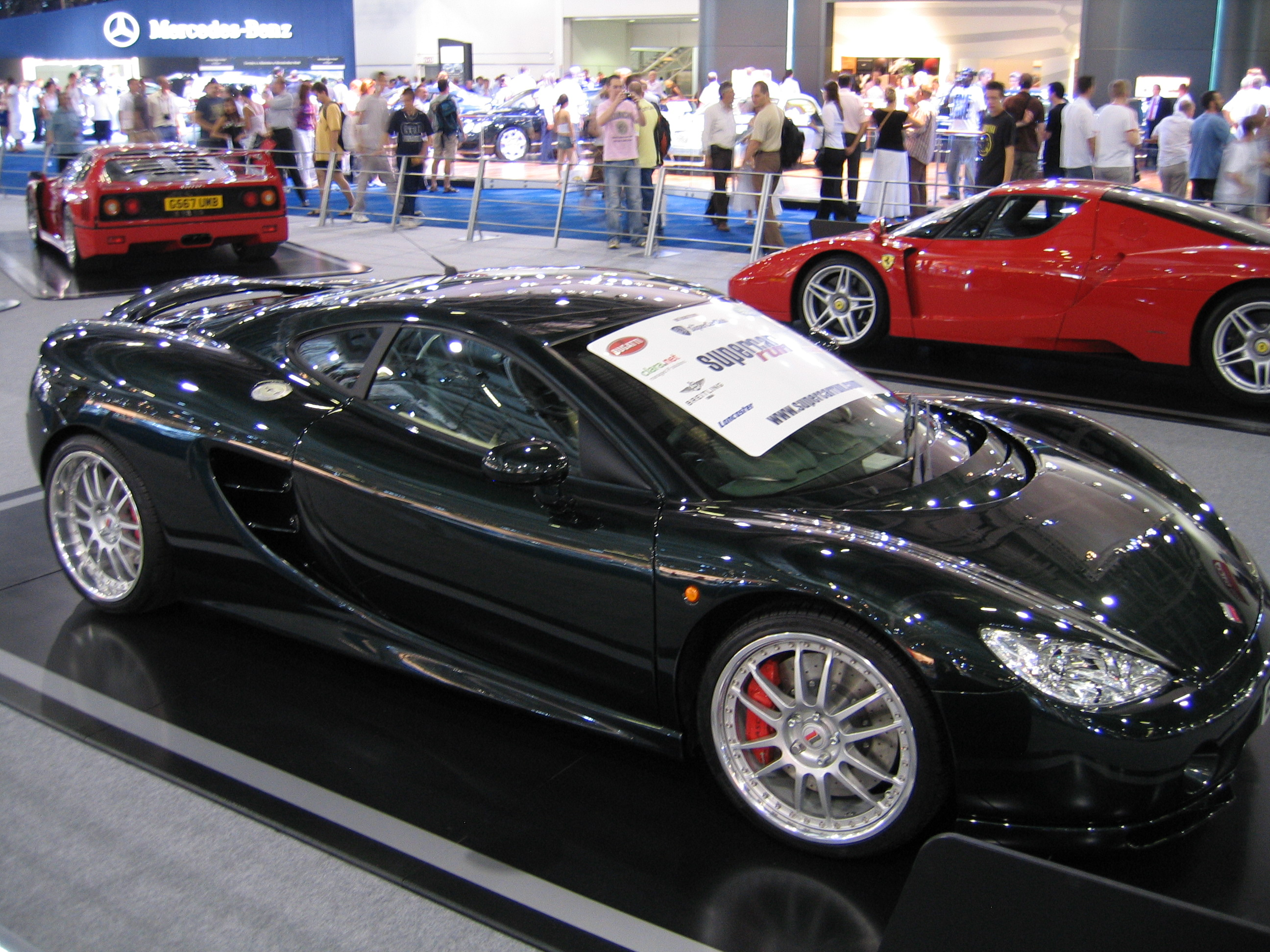
Ascari KZ1

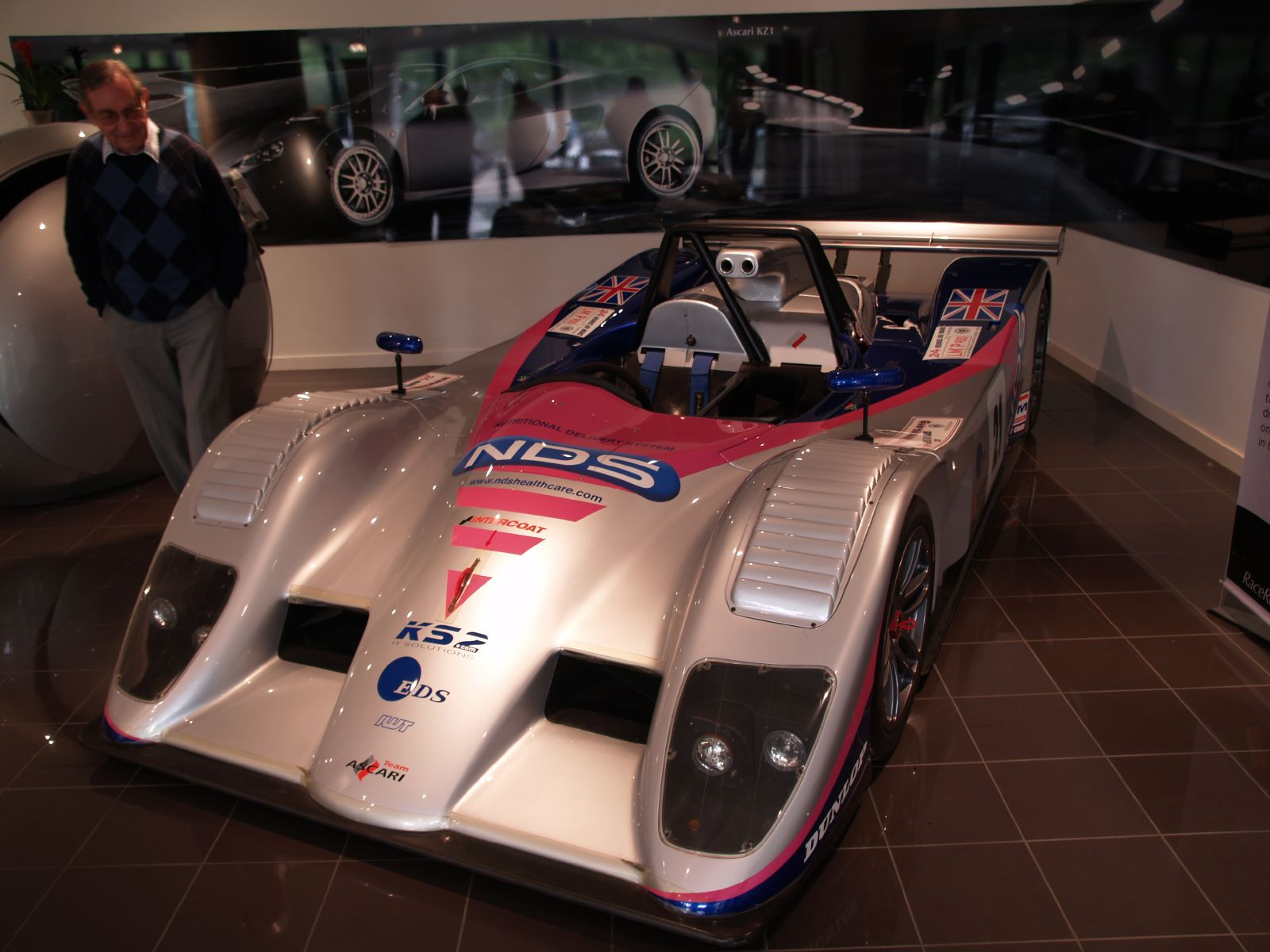
Ascari KZR-1

Ascari Cars Ltd. ist ein ehemaliger britischer Hersteller für Sport- und Rennwagen. Das Unternehmen wurde nach Alberto Ascari benannt, dem ersten zweimaligen Automobilweltmeister. Der Hauptsitz befindet sich im englischen Banbury. Das Unternehmen betreibt eine Rennstrecke in Spanien.

## Geschichte
Das Unternehmen wurde 1995 von dem niederländischen Unternehmer und Rennfahrer Klaas Zwart in Dorset gegründet und ab 1998 der Sportwagen Ascari Ecosse in limitierter Zahl verkauft.
2000 errichtete Ascari Cars eine neue Fertigungshalle in Banbury. Das zweite Fahrzeug des Unternehmens, der Ascari KZ1, wurde bereits in Banbury entwickelt, wo außerdem die Rennabteilung „Team Ascari“ beheimatet ist.
2003 wurde die Rennstrecke Circuito Ascari eröffnet, mit Renn-, Kart- und Offroadstrecke sowie Clubhaus und diverse Einrichtungen. Die Rundstrecke befindet sich im südspanischen Ronda. Sie wird von der spanischen Circuito Ascari S.L. betrieben, zu der auch die Hotelanlage Ascari Race Resort gehört.
Ab 2007 wurde als dritte Baureihe der Ascari A10 hergestellt.
Die Fahrzeugproduktion wurde inzwischen eingestellt. Eine Quelle gibt dafür das Jahr 2009 an. Die Firma besteht weiter und betreibt noch das „Race Resort“.

## Fahrzeuge
- Ascari Ecosse
- Ascari KZ1
- Ascari A10
- Ascari A410, KZ2